# Rozogi (gromada)
Rozogi – dawna gromada, czyli najmniejsza jednostka podziału terytorialnego Polskiej Rzeczypospolitej Ludowej w latach 1954–1972.
Gromady, z gromadzkimi radami narodowymi (GRN) jako organami władzy najniższego stopnia na wsi, funkcjonowały od reformy reorganizującej administrację wiejską przeprowadzonej jesienią 1954 do momentu ich zniesienia z dniem 1 stycznia 1973, tym samym wypierając organizację gminną w latach 1954–1972.
Gromadę Rozogi z siedzibą GRN w Rozogach utworzono – jako jedną z 8759 gromad na obszarze Polski – w powiecie szczycieńskim w woj. olsztyńskim na mocy uchwały nr 27 WRN w Olsztynie z dnia 4 października 1954. W skład jednostki weszły obszary dotychczasowych gromad Rozogi i Spaliny Wielkie, ponadto miejscowości Wilamowo i Grodzie z dotychczasowej gromady Wilamowo oraz miejscowości Występ i Kopytko z dotychczasowej gromady Występ ze zniesionej gminy Rozogi w tymże powiecie. Dla gromady ustalono 19 członków gromadzkiej rady narodowej.
1 stycznia 1958 do gromady Rozogi włączono wsie Borki Rozoskie, Kokoszki, Lipniak, Wysoki Grąd i Faryny oraz leśniczówki Faryny i Sarna ze zniesionej gromady Faryny w tymże powiecie.
1 stycznia 1960 do gromady Rozogi włączono wsie Klon, Zawojki i Wujaki ze zniesionej gromady Klon w tymże powiecie.
31 grudnia 1961 do gromady Rozogi włączono obszar zniesionej gromady Dąbrowy w tymże powiecie (przyłączonej do powiatu szczycieńskiego z powiatu ostrołęckiego w woj. warszawskim tego samego dnia).
Gromada przetrwała do końca 1972 roku, czyli do kolejnej reformy gminnej. 1 stycznia 1973 w powiecie szczycieńskim reaktywowano gminę Rozogi.